# Ordem do Mérito Judiciário Militar
A Ordem do Mérito Judiciário Militar é uma condecoração instituída pelo Superior Tribunal Militar em Sessão de 12 de junho de 1957, em comemoração ao sesquicentenário de sua criação e criada pelo Dec 43.195 de 20 fevereiro de 1958. As insígnias da Ordem do Mérito Judiciário Militar são concedidas a integrantes da Justiça Militar da União que tenham se destacado no desempenho de suas atribuições e não tenham recebido quaisquer punições; a Magistrados, Juristas, integrantes do Ministério Público, da Defensoria Pública da União, da Advocacia-Geral da União, das Forças Armadas e de outras Instituições, públicas ou privadas, nacionais ou estrangeiras que, pelos serviços prestados, se tenham tornado credoras de homenagem da Justiça Militar da União; e a cidadãos, brasileiros ou estrangeiros, que tenham prestado reconhecidos serviços ou demonstrado excepcional apreço à Justiça Militar da União.
Podem, também, ser agraciadas com as insígnias da Ordem do Mérito Judiciário Militar as Instituições ou Organizações, públicas ou privadas, nacionais ou estrangeiras, representadas por suas bandeiras ou estandartes, por ações que as credenciem a este pleito de reconhecimento.

## Características
O destaque principal nos diversos graus é a representação da Corte da Justiça Militar da União, sendo contornada por um círculo, no anverso de cada Insígnia, assim descrita: Ao centro, uma espada com a ponta para cima, sob a qual passam os braços de uma balança com correntes tríplices, sustentando as suas conchas ou pratos, dominado esse símbolo pela Tábua da Lei. Dispostos em forma triangular, exibe os símbolos da Marinha, do Exército e da Aeronáutica em forma de triângulo. Para arrematar, um listel com os nomes das três Corporações Militares.
À exceção da placa, que acompanha a faixa da Grã-Cruz, as demais insígnias, no reverso apresentam as inscrições -SUPERIOR TRIBUNAL MILITAR e ORDEM DO MÉRITO JUDICIÁRIO MILITAR, circundadas por ramos de carvalho perpassados por uma fita, com as inscrições: à direita, a data de 1808  e à esquerda, a data de1958.

## Graus
Cada membro da Ordem do Mérito Judiciário Militar ocupa o grau correspondente à sua hierarquia, que são:
- Grã-Cruz
- Alta-Distinção
- Distinção
- Bons-Serviços

As Instituições ou Organizações, representadas por suas bandeiras ou estandartes, são admitidas na Ordem sem um grau específico.
As insígnias da Ordem do Mérito Judiciário Militar, relativas aos diversos graus, são confeccionadas em vermeil e bronze.
| Barretas      | Barretas  | Barretas       | Barretas |
| ------------- | --------- | -------------- | -------- |
| Bons Serviços | Distinção | Alta Distinção | Grã-Cruz |

## Uso em público

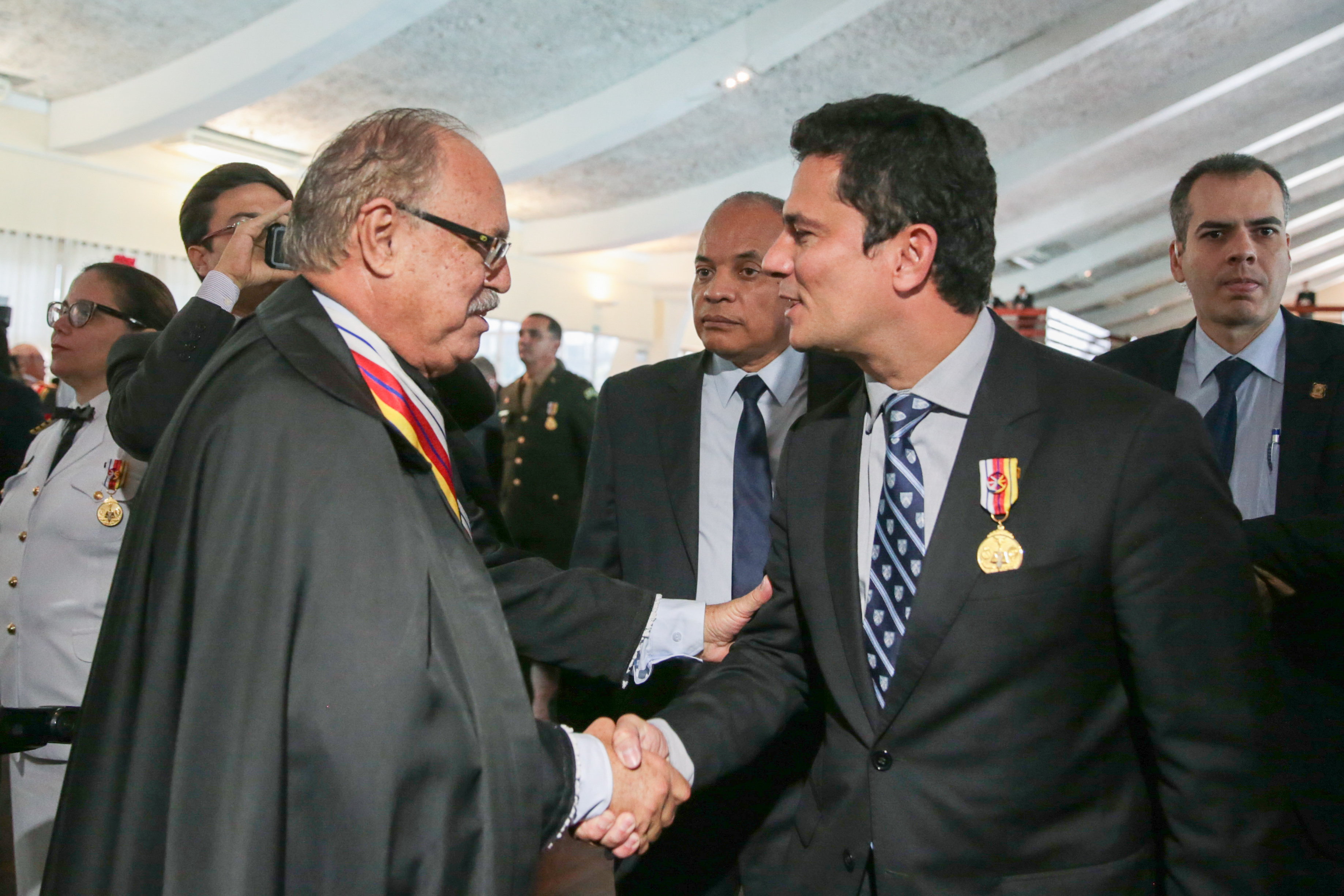
O Ministro José Coêlho, presidente do STM, e o juiz federal Sergio Moro durante cerimônia de entrega de comendas da Ordem do Mérito Judiciário Militar, em comemoração aos 209 anos Justiça Militar da União (José Cruz/Agência Brasil)..

O uso das referidas insígnias obedece às seguintes disposições:
a) Grã-Cruz: Cavalheiros: faixa colocada da direita para a esquerda, com placa ao lado direito, na altura do fígado; e Damas: insígnia colocada pendente e no lado esquerdo do peito.
b) Alta Distinção: Cavalheiros: pendente do pescoço; e Damas: pendente e do lado esquerdo do peito.
c) Distinção: pendente do peito e do lado esquerdo; e
d) Bons Serviços: pendente do peito e do lado esquerdo.
A barreta, de uso exclusivo em uniformes militares, não é entregue às personalidades civis agraciadas.
A roseta, laço ou botão de fita, é usada por civis e por militares em trajes civis, na botoeira da lapela esquerda do traje.
A miniatura é usada nos trajes de gala e nos uniformes militares, de acordo com o regulamento da respectiva Força.
O Decreto n° 43.195, de 20 de fevereiro de 1958, permite e regula o uso, nos uniformes militares, da insígnia da Ordem do Mérito Judiciário Militar.